# Hackney Diamonds
Hackney Diamonds ist das 24. Studioalbum der Rolling Stones. Es erschien am 20. Oktober 2023.

## Hintergrund
Erstmals seit A Bigger Bang 2005 nahmen die Rolling Stones wieder ein Album mit eigenem Songmaterial auf. Die ersten Aufnahmesessions erfolgten 2020. Der im August 2021 verstorbene Drummer Charlie Watts ist bei den Songs Live by the Sword und Mess It Up zu hören; diese Aufnahmen entstanden bereits 2019. Steve Jordan übernahm, wie bereits bei den Tourneen No Filter und Sixty, bei den restlichen Stücken Watts’ Platz am Schlagzeug.
Bereits 2022 hatte Keith Richards bestätigt, dass ein neues Album produziert werden würde. Im Frühjahr 2023 wurde bestätigt, dass Paul McCartney zum Album Gastbeiträge beisteuern werde. Damit schließt sich thematisch ein Kreis, denn 1963 schenkten McCartney und John Lennon den Rolling Stones den Song I Wanna Be Your Man. McCartney war es auch, der der Band Andrew Watt als Produzenten vorschlug.
Der langjährige Bassist Bill Wyman kehrte nach über 30 Jahren als Gast zu den Rolling Stones zurück; ebenso gibt es Gastbeiträge von Stevie Wonder, Elton John und Lady Gaga. Jagger und Richards setzten sich im Sommer 2022 den 14. Februar 2023 als Produktions-Deadline, da sie mit den bisherigen Aufnahmen unzufrieden waren. Es folgten nochmals Aufnahmesessions zwischen Dezember 2022 und Januar 2023. Die Aufnahmesessions wurden von Kameras begleitet und sollen in einer Dokumentation verarbeitet werden. Das Albumcover wurde von Paulina Almira entworfen.
Ende August 2023 wurde in einer lokalen Londoner Zeitung eine Annonce der fiktiven Glasreparatur-Firma „Hackney Diamonds“ geschaltet. ‚Hackney Diamonds‘ ist ein Londoner Slangbegriff für zersprungenes Glas nach einem Raubüberfall. Die Annonce enthielt Anspielungen auf Klassiker der Band wie Shattered, Gimme Shelter oder Satisfaction. Der i-Punkt des Firmenlogos stellt die Rolling-Stones-Zunge dar. Kurz darauf ging eine Webseite online, bei der der Fan mittels eines Nothammers Informationen sichtbar machen konnte. Zudem wurde der erste Song des Albums Angry als 18-Sekunden-Schnipsel angeteasert.
Die Band stellte das Album und dessen erste Single Angry in einem Interview mit Jimmy Fallon vor. Die Veranstaltung wurde am 6. September 2023 aus dem Hackney Empire Theatre über den offiziellen YouTube-Kanal der Stones live ausgestrahlt. Mick Jagger bestätigte, dass in den Sessions 23 Lieder aufgenommen wurden und somit elf Lieder für ein mögliches Nachfolgeralbum parat seien. Das Album endet mit einem Muddy-Waters-Cover. Der Bluesmusiker war, vor allem in der Anfangszeit, der Band ein großes Vorbild gewesen. Die Stones entlehnten ihren Bandnamen 1962 vom Waters-Song Rollin’ Stone.

## Titelliste
The Glimmer Twins, alias Keith Richards und Mick Jagger, mit Songwritingcredits. Andrew Watt mit Co-Beiträgen bei den Liedern 1 bis 3.
| Nr.          | Titel                                    | Länge |
| ------------ | ---------------------------------------- | ----- |
| 1.           | Angry                                    | 3:46  |
| 2.           | Get Close                                | 4:10  |
| 3.           | Depending On You                         | 4:03  |
| 4.           | Bite My Head Off                         | 3:31  |
| 5.           | Whole Wide World                         | 3:58  |
| 6.           | Dreamy Skies                             | 4:38  |
| 7.           | Mess It Up                               | 4:03  |
| 8.           | Live by the Sword                        | 3:59  |
| 9.           | Driving Me Too Hard                      | 3:16  |
| 10.          | Tell Me Straight                         | 2:56  |
| 11.          | Sweet Sounds of Heaven (feat. Lady Gaga) | 7:22  |
| 12.          | Rolling Stone Blues (Muddy-Waters-Cover) | 2:41  |
| Gesamtlänge: | Gesamtlänge:                             | 48:28 |

## Mitwirkende
- Mick Jagger – Gesang, Mundharmonika
- Keith Richards – Lead-Gitarre, Rhythmus-Gitarre, Leadgesang in Tell Me Straight
- Ronnie Wood – Lead-Gitarre, Rhythmus-Gitarre
- Charlie Watts – Schlagzeug in Live by the Sword und Mess It Up
- Steve Jordan – Schlagzeug
- Bill Wyman – Bass in Live by the Sword
- Matt Clifford – Keyboard
- Elton John – Klavier in Get Close und Live by the Sword
- Lady Gaga – Gesang in Sweet Sounds of Heaven
- Paul McCartney – Bass in Bite My Head Off
- Stevie Wonder – Keyboard und Klavier in Sweet Sounds of Heaven

## Rezensionen
Bereits vor der weltweiten Veröffentlichung des Albums erhielt es positive Rezensionen. Im Oktober erklärte Will Hodgkinson, Chefkritiker Rock/Pop der Times, dass er Hackney Diamonds vorab durchgehört habe und es das beste Album der Band seit Some Girls (1978) sei. Auch Neil McCormick vom Daily Telegraph lobte das Album als „a raucous and dirty modern rock classic“ und gab ihm fünf von fünf Sternen. Auch wurde Andrew Watts Produktion gelobt.
In der taz beschrieb Jenni Zylka die Platte als „klassischen Stones-Rock-’n’-Roll“ und fühlte sich bei mehreren Liedern jeweils an ältere Stücke der Band erinnert. Die Platte klinge teilweise „als ob man eine KI auffordert, Stones-Songs zu komponieren“. Die Band sei leider nicht so gut gealtert wie andere Künstler ihrer Generation. Einzige Ausnahme sei das von Richards gesungene Tell Me Straight: „eine hübsche, kleine Melancholie, bei der die zitternde Zerbrechlichkeit und das hörbare Alter von Richards’ Stimme Emotionen wecken“.
Das Album wurde bei dem Grammy Awards 2025 in der Kategorie Best Rock Album ausgezeichnet.

## Kommerzieller Erfolg

### Chartplatzierungen
Hackney Diamonds erreichte auf Anhieb Platz eins der deutschen Albumcharts sowie die Chartspitze der deutschen Vinylcharts. Die Band stand damit zum elften Mal an der Spitze der deutschen Albumcharts. Am Jahresende belegte das Album ebenfalls die Chartspitze der Album-Jahrescharts sowie die Chartspitze der Vinyl-Jahrescharts. Im Vereinigten Königreich gelang es der Band zum zwölften Mal und in der Schweiz zum fünften Mal.
Darüber hinaus erreichte das Album Platz eins der Charts in Australien, Belgien, Frankreich, Irland, Neuseeland, den Niederlanden, Norwegen, Schottland und Schweden.
| ChartsChartplatzierungen       | Höchstplatzierung | Wochen |
| ------------------------------ | ----------------- | ------ |
| Deutschland (GfK)              | 1 (28 Wo.)        | 28     |
| Österreich (Ö3)                | 1 (41 Wo.)        | 41     |
| Schweiz (IFPI)                 | 1 (22 Wo.)        | 22     |
| Vereinigtes Königreich (OCC)   | 1 (12 Wo.)        | 12     |
| Vereinigte Staaten (Billboard) | 3 (9 Wo.)         | 9      |

| ChartsJahrescharts (2023)    | Platzierung |
| ---------------------------- | ----------- |
| Deutschland (GfK)            | 1           |
| Österreich (Ö3)              | 1           |
| Schweiz (IFPI)               | 1           |
| Vereinigtes Königreich (OCC) | 27          |

| ChartsJahrescharts (2024) | Platzierung |
| ------------------------- | ----------- |
| Deutschland (GfK)         | 17          |
| Österreich (Ö3)           | 39          |
| Schweiz (IFPI)            | 58          |

### Auszeichnungen für Musikverkäufe
| Land/Region                  | Auszeichnungen für Musikverkäufe (Land/Region, Auszeichnung, Verkäufe) | Verkäufe |
| ---------------------------- | ---------------------------------------------------------------------- | -------- |
| Deutschland (BVMI)           | Platin                                                                 | 150.000  |
| Frankreich (SNEP)            | Platin                                                                 | 100.000  |
| Italien (FIMI)               | Gold                                                                   | 25.000   |
| Niederlande (NVPI)           | Platin                                                                 | 30.000   |
| Österreich (IFPI)            | Platin                                                                 | 15.000   |
| Polen (ZPAV)                 | Gold                                                                   | 10.000   |
| Schweiz (IFPI)               | Gold                                                                   | 10.000   |
| Spanien (Promusicae)         | Gold                                                                   | 20.000   |
| Vereinigtes Königreich (BPI) | Gold                                                                   | 100.000  |
| Insgesamt                    | 5× Gold · 4× Platin ·                                                  | 460.000  |

Hauptartikel: The Rolling Stones/Auszeichnungen für Musikverkäufe